# Zjugderdemidijn Gurragtja
Zjugderdemidijn Gurragtja (mongoliska: Жүгдэрдэмидийн Гүррагчаа, född 5 december 1947, var den första mongolen i rymden.
Gurragtja lyfte den 22 mars 1981 med Sojuz 39 för att docka med Saljut 6 och stannade i rymden i knappt åtta dygn.
.
Han var även Mongoliets försvarsminister åren 2000–2004.